# Neoplectrura breedlovei
Neoplectrura breedlovei är en skalbaggsart som beskrevs av Chemsak och Linsley 1983. Neoplectrura breedlovei ingår i släktet Neoplectrura och familjen långhorningar. Inga underarter finns listade i Catalogue of Life.